# 天主教多拉杜斯教区
天主教多拉杜斯教區（拉丁語：Dioecesis Auratopolitana）是巴西一個羅馬天主教教區，屬大坎普總教區。
教區成立於1957年6月15日，包括南馬托格羅索州南部十六個市。2011年有教友353,000人（佔轄區總人口72.6%）、三十個堂區、六十六名司鐸。現任教區主教為雷多維諾·里扎爾多。